# Paifang
Paifang, también llamado pailou, es un estilo de puerta de la arquitectura tradicional china, parecido a un arco. 
La palabra paifang (en chino, 牌坊; pinyin, páifāng) era originalmente un término colectivo para las dos divisiones administrativas superiores de las antiguas ciudades chinas. La división más grande de las antiguas ciudades chinas era la fang (坊), equivalente a los distritos actuales. Cada fang estaba rodeado por murallas o vallas, y las puertas de este recinto estaban cerradas y vigiladas por las noches. Cada fang se dividía en varios pai (牌; literalmente "pancarta"), que es equivalente a la actual comunidad (no incorporada). A su vez, cada pai abarcaba una zona que contenía varios hutongs (callejones). Este sistema de división administrativa urbana alcanzó un nivel elaborado durante la Dinastía Tang, y continuó en uso durante las siguientes dinastías. Por ejemplo, durante la Dinastía Ming, Pekín estaba dividido en un total de 36 fangs. Originalmente, la palabra paifang se refería a la puerta de un fang y el marcador de la entrada a un complejo de edificios o ciudad; pero con la Dinastía Song, el paifang se había convertido en un monumento puramente decorativo.

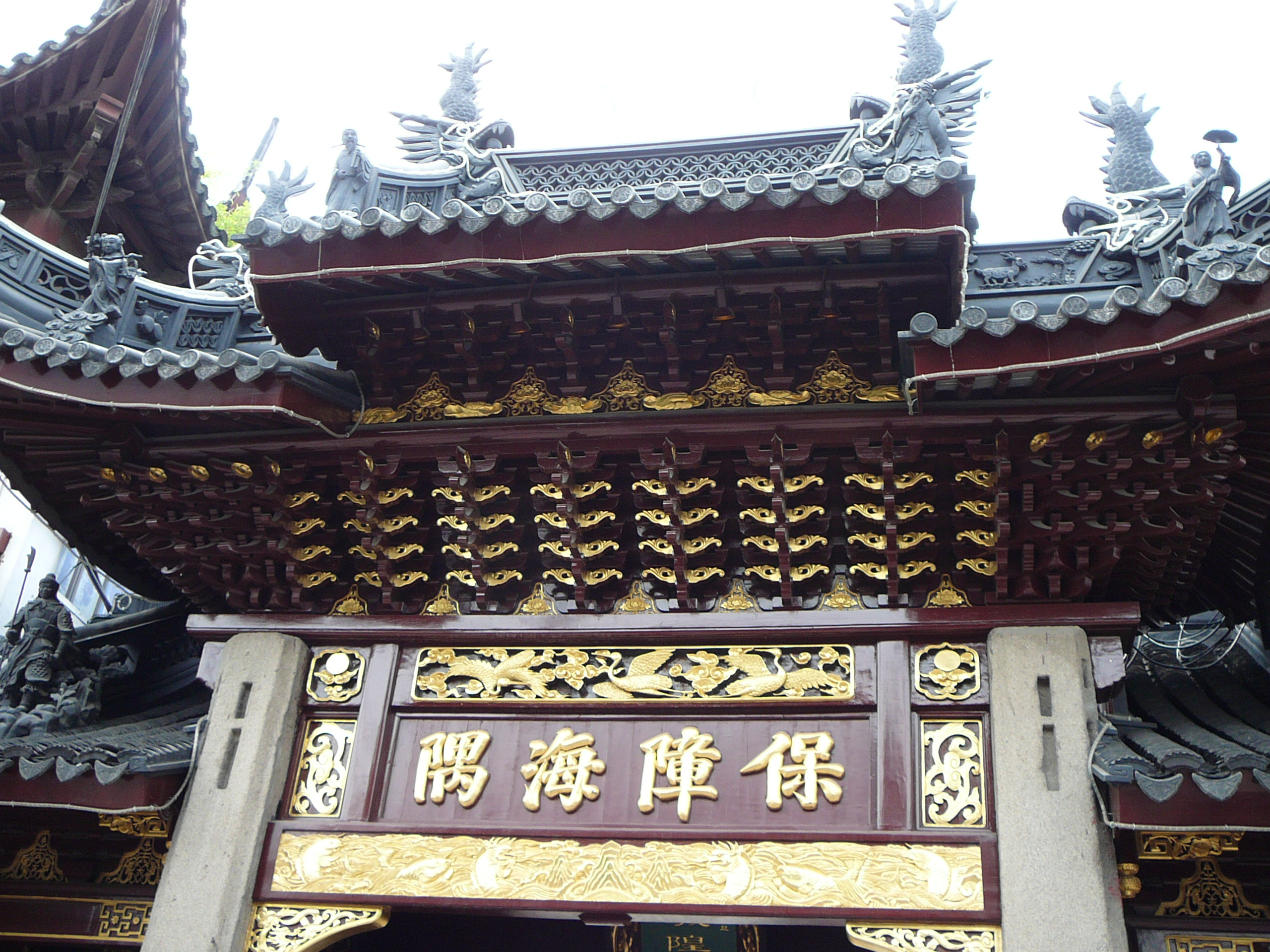
Un paifang decorado en Shanghái.

## Origen
Se ha sugerido que el paifang chino podría haber evolucionado de la puerta torana de la antigua India, aunque ha adquirido características de la arquitectura tradicional china como techos de varias alturas, varios postes de apoyo, y la forma de arco de las puertas y torres tradicionales. Sin embargo, las puertas de ciudad no son características de India.
Durante la Dinastía Tang, se llamaba wutoumen (en chino tradicional, 烏頭門; en chino simplificado, 乌头门; literalmente, ‘puerta de cima negra’), porque la cima de los dos postes estaba pintada de negro. Los Wutoumen estaban reservados para funcionarios de categoría 6 o superior.
La construcción de los wutomen se estandarizó en el Yingzao Fashi de la Dinastía Song. Consistía en dos postes y una viga horizontal que formaba un marco y dos puertas. Durante las dinastías Ming y Qing, se llamaba pailou o paifang, y evolucionó hacia una estructura más elaborada con más postes y puertas, con un frontón en la parte superior; la mayor categoría era un pailou de cinco puertas, seis postes y once frontones.

## Estilo
El paifang se presenta en varias formas. Una forma consiste en colocar pilares de madera sobre bases de piedra, y unirlos con vigas de madera. Este tipo de paifang está siempre ricamente decorado, con los pilares pintados usualmente de rojo, las vigas decoradas con intrincados diseños y caligrafía china, y el techo cubierto con azulejos de colores y bestias míticas (como un palacio chino). Otra forma de paifang son arcos verdaderos hechos de piedra o ladrillos; los muros podían estar pintados, o decorados con azulejos de colores; la cima de los arcos se decoraba como las vigas de madera. Otra forma de paifang, construida principalmente en terrenos religiosos y cementerios, consiste en pilares y vigas de piedra blanca, sin tejas ni decoración de colores, pero con elaborados tallados realizados por maestros canteros.
Fuera de China, el paifang ha sido el símbolo de los Chinatowns. El mayor paifang fuera de China está situado en el Chinatown de Washington D. C..
Antiguamente, se concedían "Paifangs de castidad" a las viudas que permanecían sin casarse hasta la muerte, alabando lo que se consideraba lealtad hacia sus fallecidos maridos.

## Galería de imágenes

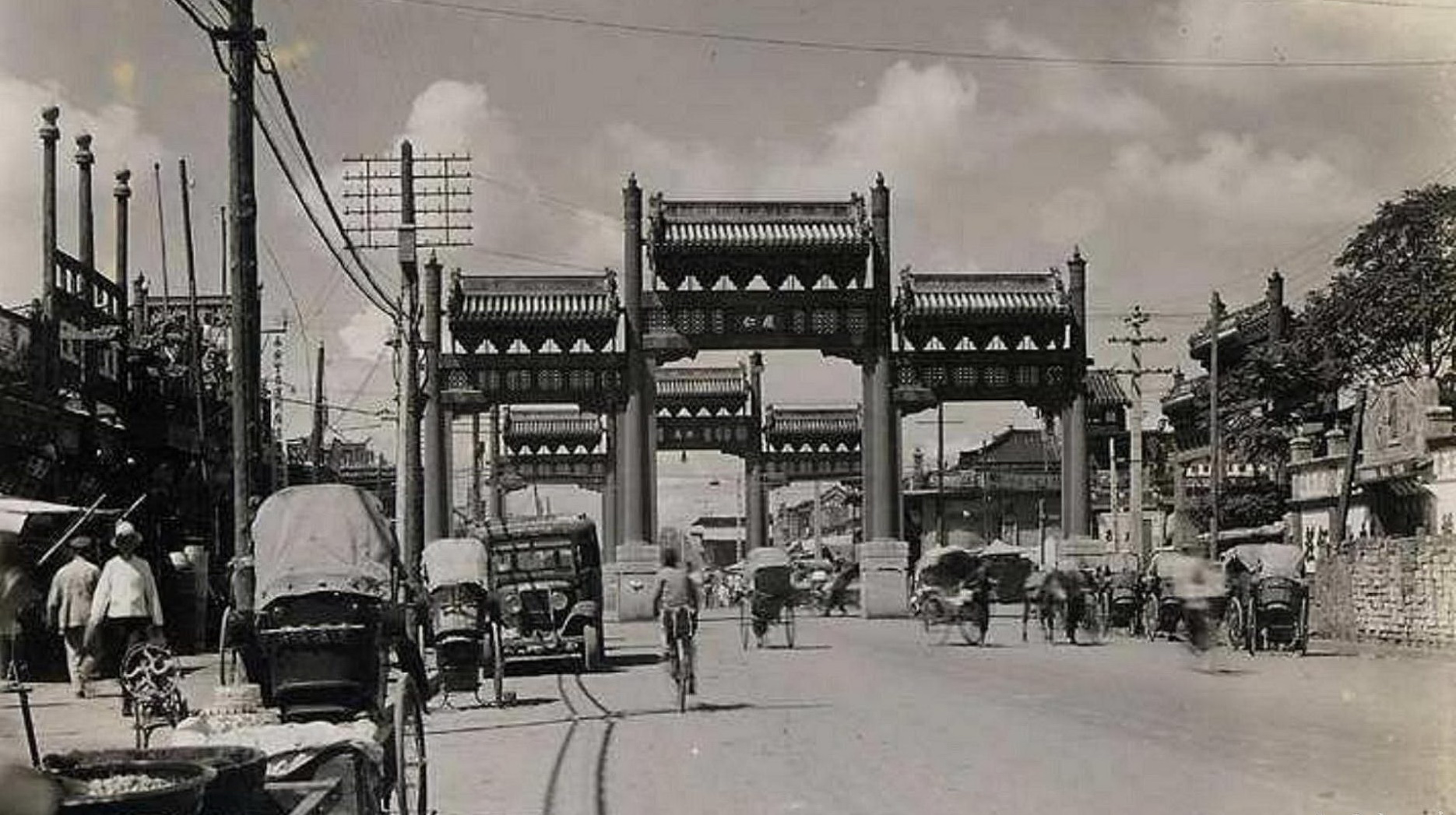
Dongsi, una intersección de Pekín, tenía cuatro paifangs en la década de 1920.
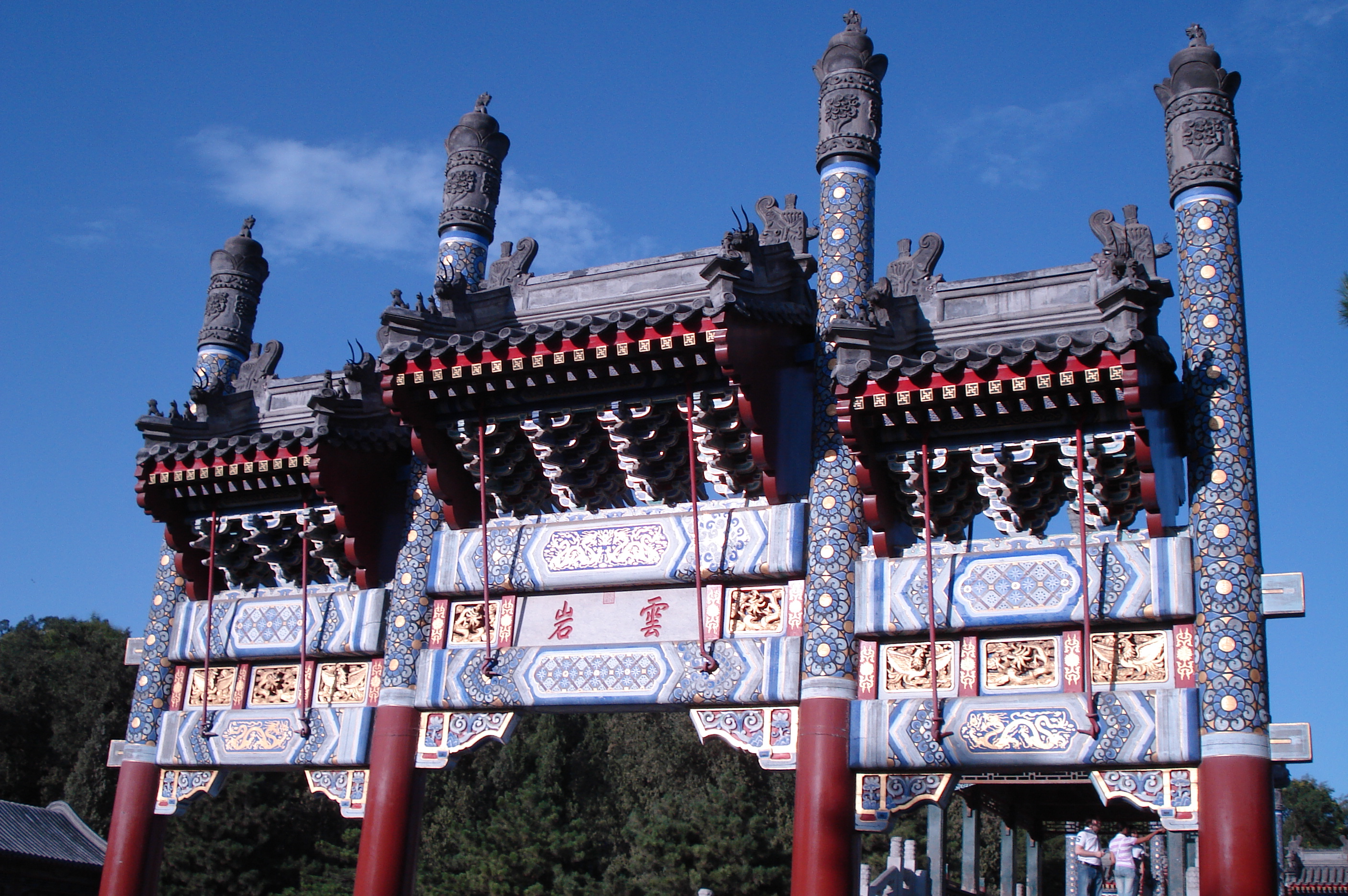
Un paifang decorado en el Palacio de Verano de Pekín.
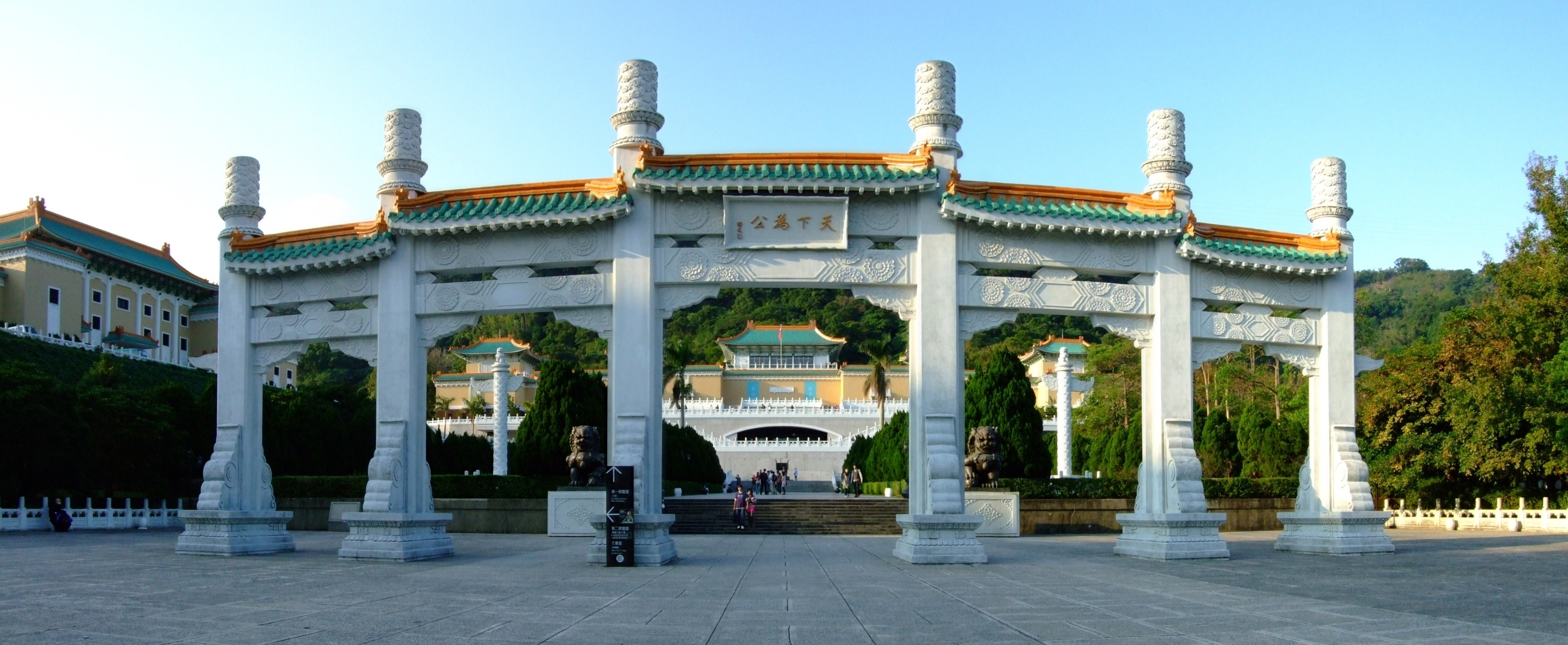
Un paifang en el Museo Nacional del Palacio, en Taipéi, Taiwán.
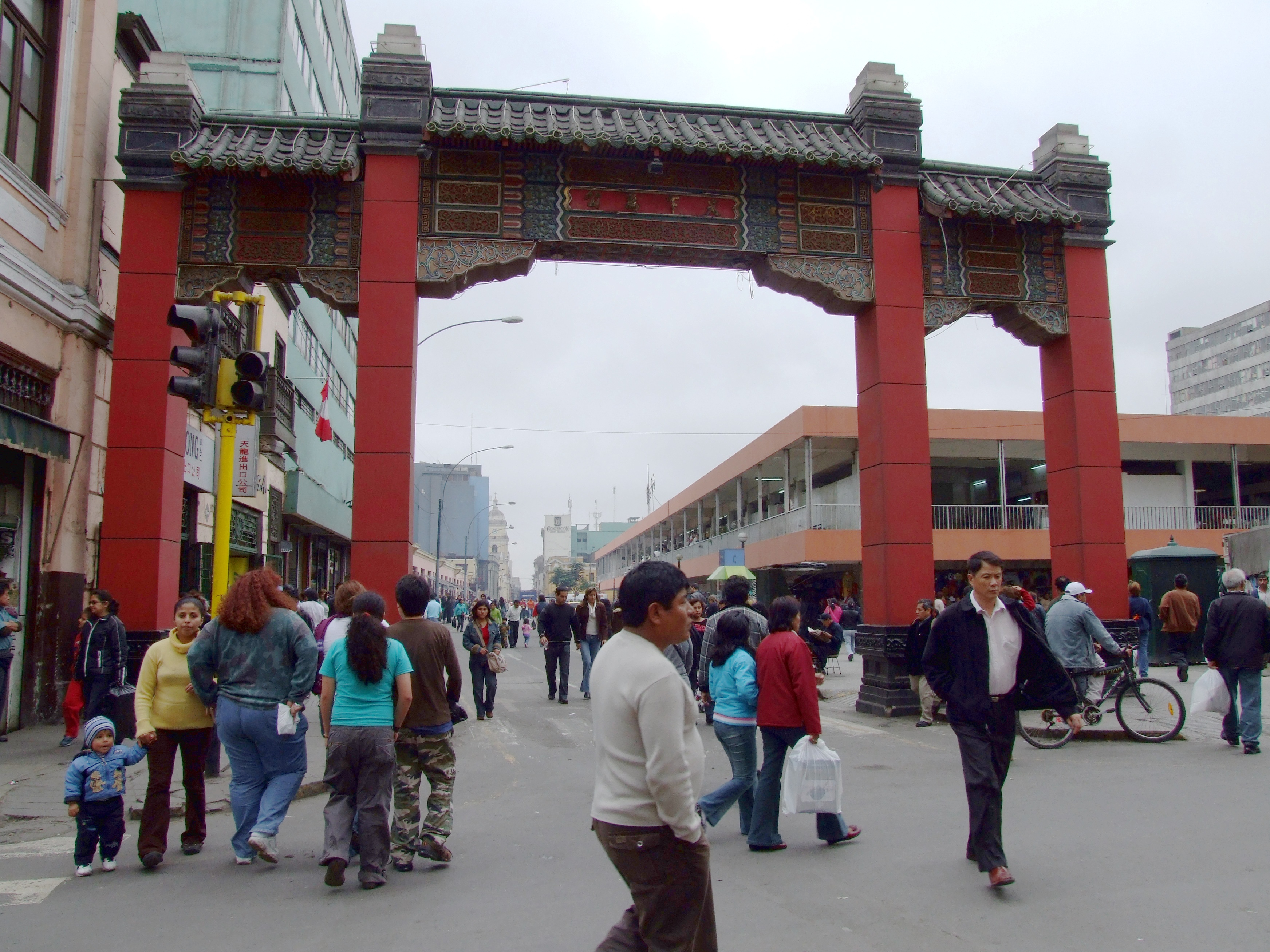
Arco Chino en la entrada del barrio chino de Lima (Perú).
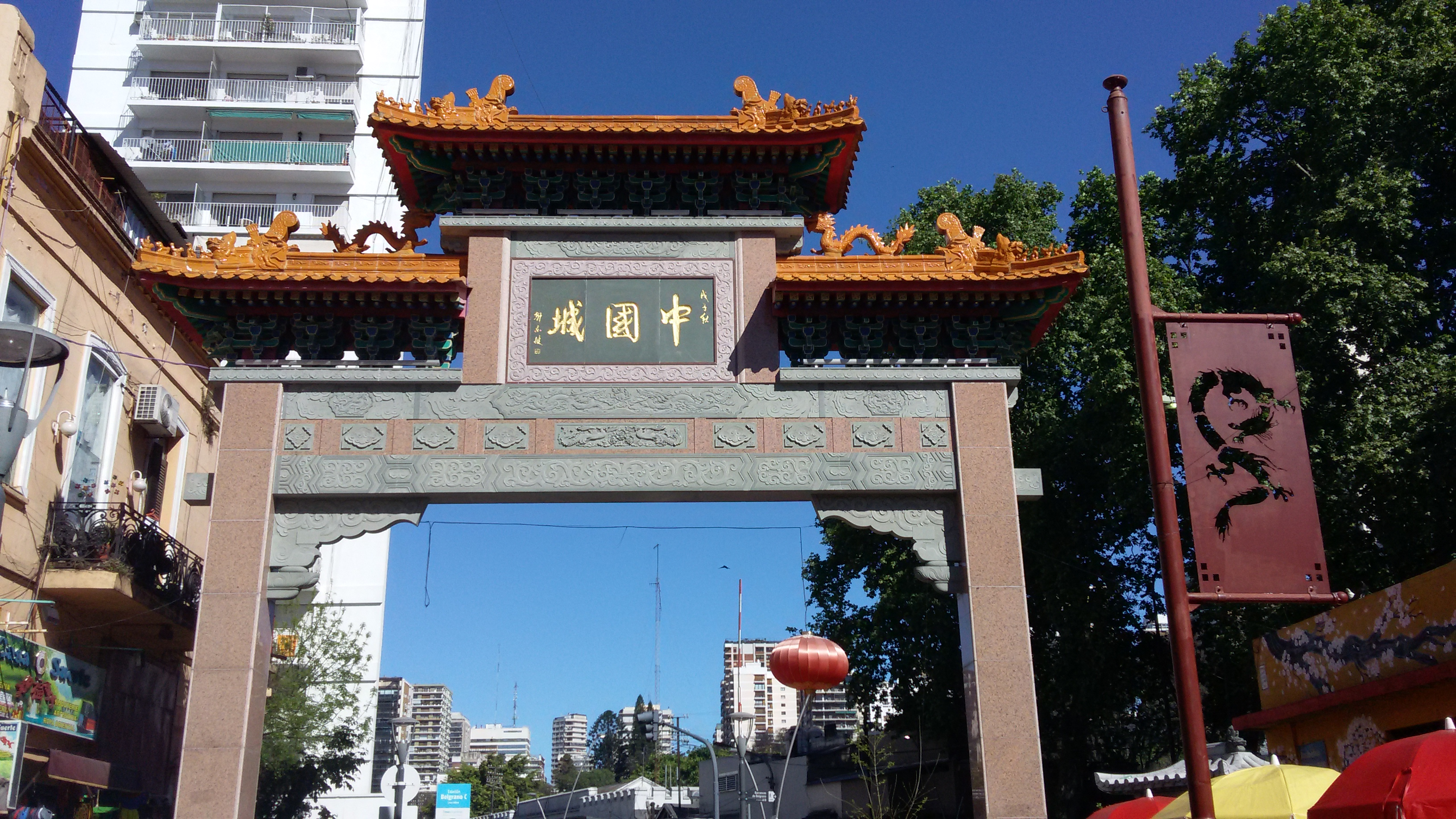
Entrada al barrio chino de Buenos Aires (Argentina).
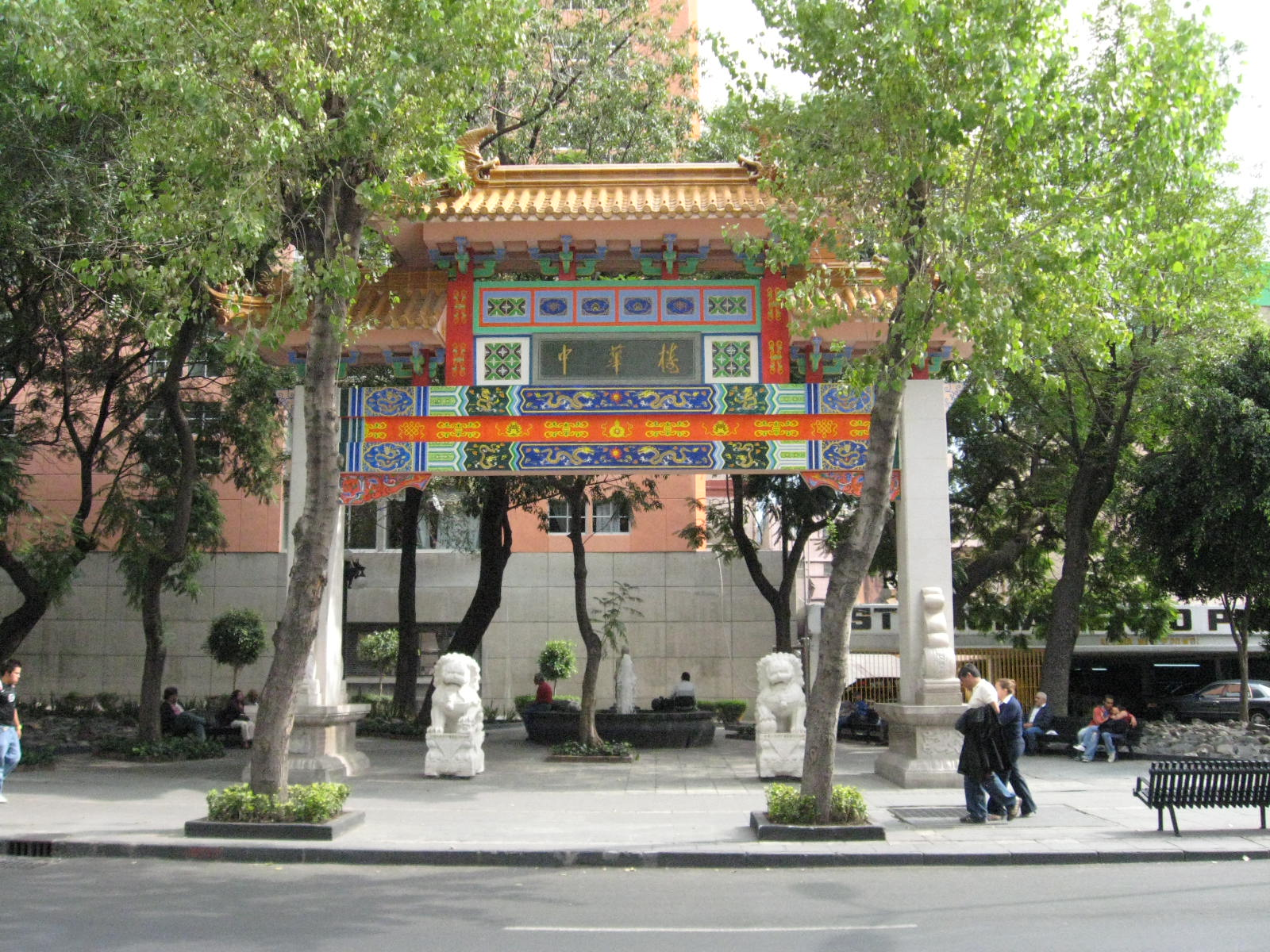
Entrada al barrio chino de Ciudad de México
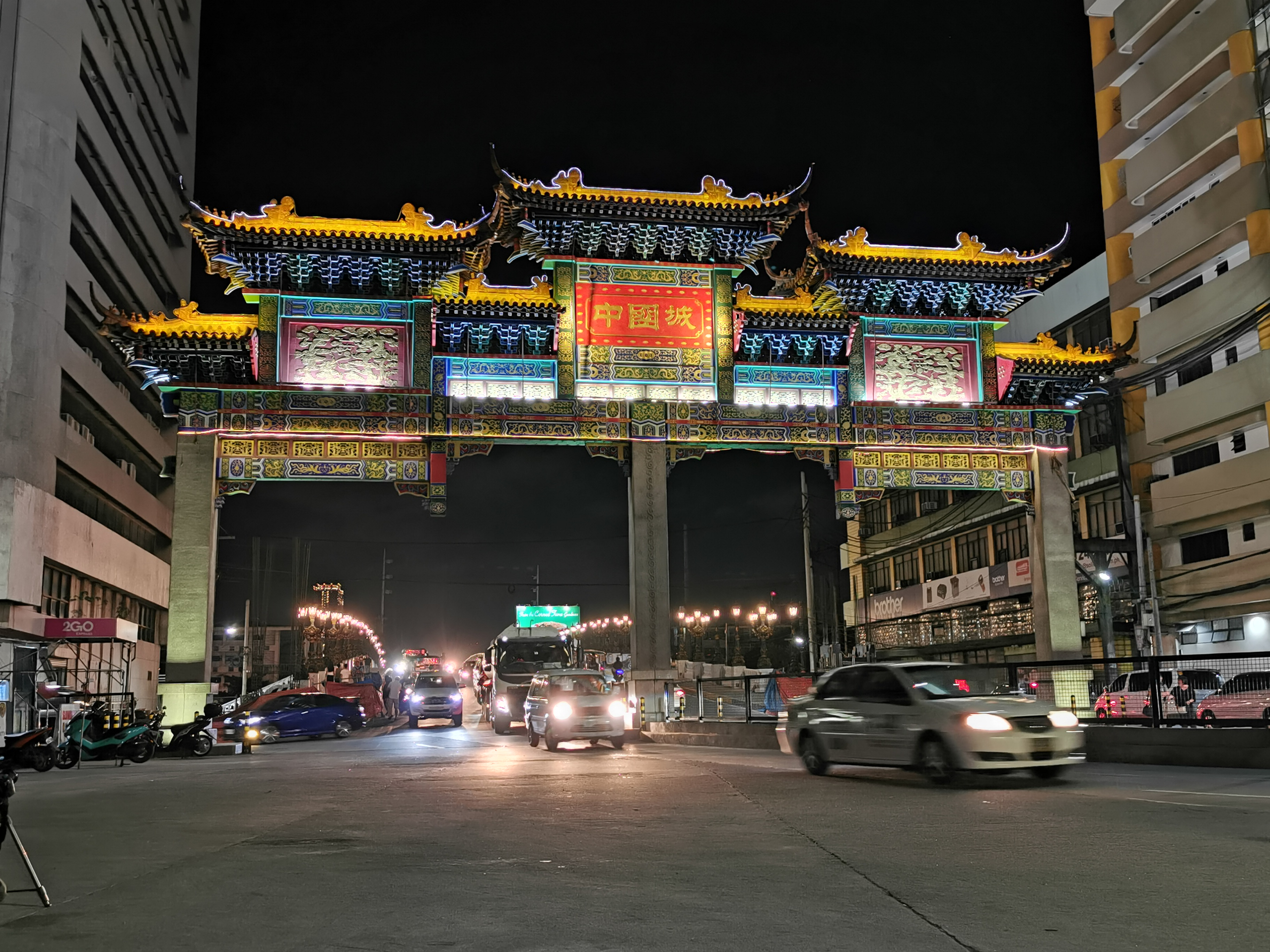
Entrada a Binondo, el barrio chino de Manila, Filipinas.